# Lispe biseta
Lispe biseta este o specie de muște din genul Lispe, familia Muscidae, descrisă de Stein în anul 1913. Conform Catalogue of Life specia Lispe biseta nu are subspecii cunoscute.